# Prague After Dark
| Recensione            | Giudizio |
| --------------------- | -------- |
| All About Jazz(1)     |          |
| All About Jazz(2)     |          |
| Jazz Journal          |          |
| Concerto              |          |
| Sk.jazz               |          |
| Musica                |          |
| The EMX Media Blog    |          |
| Rifftides             | /        |
| Boston Concert Review | /        |
| World Music Report    | /        |
| JazzdaGama            | /        |
| Jazzrytmit            | /        |
| Jazz Podium           | /        |
| Jazz Hot              | /        |

Prague After Dark è il primo album discografico del MUH Trio (Roberto Magris / František Uhlíř / Jaromir Helešic Trio), registrato nella Rep. Ceca e pubblicato dalla discografica JMood di Kansas City nel 2017.

## Tracce
1. Another More Blues – 5:46 (Roberto Magris)
2. Nenazvana – 4:32 (František Uhlíř)
3. Third World – 6:19 (Herbie Nichols)
4. Prague After Dark – 6:33 (Roberto Magris)
5. Joycie Girl – 9:00 (Don Pullen)
6. From Heart to Heart – 5:31 (František Uhlíř)
7. Song for an African Child – 5:54 (Roberto Magris)
8. A Summer’s Kiss – 7:28 (Roberto Magris)
9. Iraqi Blues – 7:19 (Roberto Magris)
10. In Love in Vain – 7:10 (Robin/Kern)

## Musicisti
- Roberto Magris - pianoforte
- František Uhlíř - contrabbasso
- Jaromir Helešic - batteria